# Olivier Chevalier
Olivier Chevalier, né le 27 février 1990 à Mons, est un coureur cycliste belge.

## Biographie
C'est en 2013, qu'Olivier Chevalier se révèle au niveau professionnel. En mai, il remporte le Tour du Limbourg devant Kevin Claeys et Huub Duyn. Puis en juillet il se distingue sur le Tour de Wallonie, épreuve classée en 2.HC, en terminant à la 7e place au classement général à 26 secondes du vainqueur Greg Van Avermaet et en remportant le classement du meilleur jeune.
Olivier Chevalier termine sa carrière en octobre 2016 à la suite d'une année difficile et retourne sur les bancs de l'université de Namur.

## Palmarès et classements mondiaux

### Palmarès
- 2013
  - Tour du Limbourg
- 2016
  -  Champion de Belgique du contre-la-montre par équipes
  - 3e du Circuit de Wallonie

### Classements mondiaux
| Année           | 2011 | 2012 | 2013 | 2014 | 2015 |
| --------------- | ---- | ---- | ---- | ---- | ---- |
| UCI Europe Tour | 758e |      | 221e | nc   | 765e |